# Koperen kielspriet
De koperen kielspriet (Poecilus cupreus) is een keversoort uit de familie van de loopkevers (Carabidae). De wetenschappelijke naam van de soort werd in 1758 gepubliceerd door Carl Linnaeus in de tiende editie van Systema naturae.
Deze keversoort komt voor in het palearctisch gebied en is ook in België en Nederland vastgesteld, met name op kleigronden. Het dier is overdag actief en wordt vaak vliegend waargenomen. In Vlaanderen is het sinds 22 september 1980 een beschermde soort. In een onderzoek langs een vegetatiegradiënt in de Millingerwaard in 2004, waarvan de resultaten in 2007 werden gepubliceerd bleek deze soort aldaar de talrijkste keversoort te zijn.